# Миченер, Эрл Кори
Эрл Кори Миченер (англ. Earl Cory Michener; 30 ноября 1876, округ Сенека, Огайо — 4 июля 1957, Ленауэй, Мичиган) — американский юрист и политик, выпускник юридического факультета Колумбийского университета, член Республиканской партии, конгрессмен в 1919—1933 и 1935—1951 годах; председателем Комитета по судебной власти, ответственного за принятие 22-й поправки к Конституции США (1947).

## Работы
- Earl C. Michener papers, 1898—1934 and 1940—1954.